# مالكولم لوري
كلارنس مالكولم لوري (بالإنجليزية: Malcolm Lowry)‏ (28 يوليو 1909 – 26 يونيو 1957)؛ شاعر وروائي إنجليزي اشتهر بتأليف رواية «تحت البركان» (1947) التي حازت على المرتبة الحادية عشر ضمن قائمة أفضل مائة رواية حسب دار مودرن لايبراري.

## سيرته

### بداية حياته في إنجلترا
وُلد لوري في نيو برايتون، شبه جزيرة ويرال، وهو الابن الرابع لآرثر لوري (تاجر قطن ينحدر أصله من كمبرلاند) وإيفيلين بودن. تلقى لوري تعليمه في مدرسة ذا ليز في كامبريدج، وهي المدرسة التي صارت مشهورة بفضل رواية «وداعًا يا سيد تشيبس»، ثم في جامعة سانت كاثرين، كامبريدج. في عام 1912، انتقلت العائلة إلى كالدي الواقعة هي الأخرى في شبه جزيرة ويرال. امتلكت العائلة عقارًا على طراز تيودور المستحدث بمساحة فدانين، بالإضافة إلى ملعب تنس وملعب غولف صغير، وكانت لديهم خادمة وطاهية ومربية. وقيل عن والدة لوري أنها كانت تهمله، وأن أخيه كان أقرب الناس إليه حينها. اتجه لوري إلى شرب الكحوليات في سن الرابعة عشر.
فاز لوري ببطولة الغولف للناشئين بعمر الخامسة عشر في نادي ليفربول الملكي للغولف في هويليك. أراد منه والده أن يلتحق بجامعة كامبريدج وأن يمارس حرفة العائلة، ولكن مالكولم أراد أن يستكشف العالم، واستطاع أن يقنع والده بأن يدعه يعمل ملاحًا على متن باخرة متجهة إلى الشرق الأقصى. وفي مايو عام 1927، قاده والداه إلى الواجهة البحرية في ليفربول، ولوح إليهم مودعًا في الوقت الذي أبحرت فيه سفينة البضائع س س بايرس. وفرت له الرحلة التي استغرقت خمسة أشهر مادة خصبة لكتابة أولى رواياته، ألترامارين.
التحق مالكولم بكامبريدج في خريف عام 1929 حتى يكسب رضا والديه، وتفوق في الكتابة رغم أنه قضى وقتًا قصيرًا هناك، وتخرج بدرجة شرف من المرتبة الثالثة في اللغة الإنجليزية. انتحر زميله في السكن، بول فيت، خلال فصله الدراسي الأول. أراد فيت أن يقيم علاقة مثلية مع مالكولم، وقابله مالكولم بالرفض. لام لوري نفسه على موت زميله، وطارده إحساسه بالذنب طوال حياته.
طغى إدمان مالكولم للكحول والأدب على حياته. وبجانب رحلاته السابقة، سافر مالكولم في الأوقات التي تخللت الفصول الدراسية إلى ألمانيا والولايات المتحدة حيث قابل مثله الأعلى الأدبي، كونراد إيكين.
بعد تخرجه من كامبريدج، عاش مالكولم لفترة قصيرة في لندن حيث قابل ديلان توماس وانخرط في جيل أدباء الثلاثينيات. قابل لوري زوجته الأولى، جان غابريال، في إسبانيا، وتزوجها في فرنسا عام 1934. اتسمت حياتهما معًا بالاضطراب، لا سيما وأنه كان يفرط في شرب الكحوليات، وأن زوجته كانت تحتقر المثليين المنجذبين لزوجها.

## أعماله
أعمال نُشرت قبل وفاته
- رواية «ألترامارين»، نُشرت عام 1933 من قبل جوناثان كاب.
- رواية «تحت البركان»، نُشرت عام 1947، واستوحى منها جون هستون فيلمًا في عام 1984.

أعمال نُشرت بعد وفاته
- مجموعة قصص قصيرة بعنوان «أنصت لنا يا رب أينما تكن» (1961).
- أشعار مختارة بقلم مالكولم لوري (1962).
- لونار كوستيك (1968)، رواية قصيرة.
- ظلام قاحل كحال القبر الذي يرقد فيه صديقي (1968)، رواية.
- عبارة أكتوبر المتجهة إلى غابريولا (1970)، رواية.
- سينما مالكولم لوري: طبعة أكاديمية من رواية «رقيق هو الليل» (1990)، حرره ميكيل موتا وبول تيسين.
- عام 1940 تحت البركان (1994)، رواية.
- لا مورديدا (1996)، رواية حررها باتريك أ. مكارثي.
- أشعار مختارة بقلم مالكولم لوري، نُشرت عام 2017 من قبل دار سيتي لايتس للنشر.

## وصلات خارجية
- مالكولم لوري على موقع IMDb (الإنجليزية)
- مالكولم لوري على موقع الموسوعة البريطانية (الإنجليزية)
- مالكولم لوري على موقع ميوزك برينز (الإنجليزية)
- مالكولم لوري على موقع إن إن دي بي (الإنجليزية)
- مالكولم لوري على موقع ديسكوغز (الإنجليزية)
- مالكولم لوري على موقع قاعدة بيانات الفيلم (الإنجليزية)

- مالكولم لوري في قاعدة بيانات الأفلام على الإنترنت